# Débuts du football
Pour des articles plus généraux, voir Chronologie et Histoire du football.
Les débuts du football recouvrent une période où le jeu de football construit son règlement et son environnement. Les premiers clubs, coupes, championnats, fédérations et supporteurs apparaissent à cette période.
Le présent article détaille les éléments historiques notables de l'histoire du football entre 1835 et 1870.

## Années 1830
1835
- Highway Act en Grande-Bretagne qui interdit la pratique du football dans les rues. Ce « folk football » est déjà pratiqué depuis quelques années par des Public Schools comme Eton depuis 1747, Westminster depuis 1749, Rugby, Harrow, Charterhouse, Shrewsbury ou Winchester lors de la morte saison : l'hiver. Cricket, athlétisme et aviron occupent en effet déjà le calendrier des premiers beaux jours du printemps aux derniers beaux jours de l'automne. À noter que les élèves des universités anglaises avaient déjà tenté d'y introduire le football. Au XVIe siècle, ainsi, Oxford interdit la pratique du football (1555), tandis que Cambridge le bannit en 1574.

## Années 1840
1848
- Octobre : après plus de sept heures de débats entre les représentants de plusieurs établissements scolaires de Cambridge, les « Cambridge Rules » sont édictées. C'est la première tentative d'unification des différents codes. Il faudra encore attendre un demi-siècle avant de parvenir à cette unification…

1849
- À Cheltenham, on décide que les capitaines désigneraient les « umpires », ces derniers devant s'entendre pour nommer un « referee ». Les umpires, un dans chaque camp, restent sur le terrain, tandis que le referee est installé dans la tribune. Si les umpires ne peuvent tomber d'accord sur une décision, c'est le referee qui tranche.

## Années 1850
1857
- 24 octobre : fondation du Sheffield Club, premier club non scolaire.

## Années 1860
1860
- Fondation du Lausanne Football and Cricket Club, premier club en dehors de l'Angleterre.

1860 à 1880
- Le passage du « dribbling game » au « passing game » constitue une véritable révolution. À l'origine, le football est très individualiste. Les joueurs, tous attaquants, se ruent vers le but ballon au pied, c’est-à-dire en enchaînant les dribbles. C'est le « dribbling ». Comme Michel Platini aimait le rappeler : « le ballon ira toujours plus vite que le joueur ». C'est sur ce principe simple qu'est construit le « passing game »… et le football ! Cette innovation apparaît à la fin des années 1860 et s'impose dans les années 1880. Dès la fin des années 1860, des matches entre Londres et Sheffield auraient introduit le « passing » au Nord. C'est la version du vénérable Charles Alcock, qui situe en 1883 la première vraie démonstration de « passing » à Londres par le Blackburn Olympic. Entre ces deux dates, la nouvelle façon de jouer trouve refuge en Écosse.

1862
- 28 novembre : fondation du Notts County Football Club, club anglais, le plus ancien à évoluer au niveau professionnel aujourd'hui.
- John Charles Thring (en), maître assistant à l'Uppingham School, publie un code de football en 10 lois intitulé « The simplest game » (le jeu le plus simple). Thring s'inspire très largement des « Cambridge Rules ». Cette publication relance la réflexion sur les lois du jeu, très différentes d'une école à l'autre, au sein d'une même université… Les rencontres sont toujours problématiques car chaque équipe veut jouer selon « ses » règles.

1863
- 26 octobre : fondation de la Football Association à la Freemason's Tavern de Londres par les membres de onze clubs principalement londoniens.
- 14 novembre : la FA adopte ses lois du jeu, largement inspirées par les Cambridge Rules et les lois de Thring. 14 lois du jeu qui interdisent notamment de donner des coups de pied aux joueurs - le « hacking », les crocs en jambe et de porter le ballon avec les mains.
- 19 novembre : premier match disputé selon les règles de la FA. C'est un match qui se solde par un score vierge et qui laisse les observateurs perplexes.
- 8 décembre : confirmation par 13 voix contre 4 de l'abolition du hacking et de tout usage des mains - et non seulement les portés. Blackheath refuse d'abandonner « ses » règles proches de celles de Rugby et quitte la FA. Blackheath sera à l'origine de la création de la Rugby football Union en 1871.

1867
- 16 février : premier tour de la première compétition de football : la Youdan Cup. Elle rassemble 12 formations : Mechanics, Garrick, Hallam, Norfolk, Broomhall, Milton, Norton, Mackenzie, Heeley, Fir Vale, Pitsmoor et Wellington.
- 5 mars : finale de la Youdan Cup à Bramall Lane. Hallam remporte la coupe d'argent mise en jeu par le sponsor Tommy Youdan en s'imposant 2-0 face à Norfolk.
- 9 juillet : fondation du club écossais de football Queen's Park Football Club basé à Glasgow.
- 19 octobre : fondation du club de football anglais Chesterfield Football Club basé à Chesterfield.

1868
- Février : finale de la Coupe organisée par la Sheffield FA (Cromwell Cup). Quatre clubs, seulement, y prennent part. Il faut en effet que le club soit localisé à Sheffield (Hallam, vainqueur 1867, était du Norfolk) et qu'il ait moins de deux ans d'âge. The Wednesday enlève le premier trophée de son histoire en s'imposant en finale face à Garrick devant 600 spectateurs à Bramall Lane.

1869
- 6 novembre : selon la vulgate sportive américaine, cette date est marquée par la tenue du  premier match de football américain universitaire. Rutgers s'impose 6-4 face au College of New Jersey (futur Princeton). Selon les recherches de l'historien Stephen Fox, ce match de « New York Ball » pourrait être un match de  football (soccer). Princeton[1] et la NFL[2] admettent désormais cette version.

## Années 1870
1870
- Création du poste de gardien de but qui se distingue par le port d'une casquette. Ce dernier peut saisir le ballon avec les mains.
- 5 mars : match international non officiel entre l'Angleterre et l'Écosse à Londres (Kennington Oval) : 0-0.

## Naissances
- 1831
  - 15 novembre : Alexander Morten, footballeur anglais. († 1900).
- 1836
  - 30 mars : Edward Ernest Bowen, footballeur anglais. († 1901).
- 1838
  - 1er mai : Francis Marindin, footballeur puis arbitre et dirigeant sportif anglais. Président de la FAF de 1874 à 1879. († 1900).
- 1841
  - 22 mars : James Kirkpatrick, footballeur écossais. († 1899).
- 1842
  - 2 décembre : Charles Alcock, footballeur puis dirigeant sportif anglais. († 1907).
- 1846
  - 13 avril : William McGregor, dirigeant de football anglais. Président du club d'Aston Villa. († 1911).
- 1847
  - 16 février : Arthur Kinnaird, footballeur écossais. († 1923).
  - 22 février : Edgar Lubbock, footballeur anglais. († 1907).
  - 3 août : William Lindsay, footballeur anglais. († 1923).
  - 24 août : William Kenyon-Slaney, footballeur puis homme politique anglais. († 1908).
  - 30 août : Morton Betts, footballeur anglais. († 1914).
  - 8 novembre : Henry Holmes Stewart, footballeur écossais. († 1937).
- 1848
  - 16 mai : Ernest Bambridge, footballeur anglais. († 1917).
  - 13 juillet : Albert Meysey-Thompson, footballeur anglais. († 1894)
  - 6 août : Leonard Sidgwick Howell, footballeur anglais. († 1895).
  - 21 octobre : Julian Sturgis, footballeur américain. († 1904).
- 1849
  - 28 mars : Reginald Birkett, joueur de rugby et footballeur anglais. († 1898).
  - 22 juillet : Frederick Maddison, footballeur anglais. († 1907).
  - 31 juillet : Charles Wollaston, footballeur anglais. († 1926).
  - 5 décembre : Charles Meysey-Thompson, footballeur anglais. († 1881).
  - 23 décembre : Robert Kingsford, footballeur anglais. († 1895).
- 1850
  - 14 mars : Francis Birley, footballeur anglais. († 1910).
  - 21 mars : John Hawley Edwards, footballeur anglais et gallois. († 1893).
  - 19 juillet : Cuthbert Ottaway, footballeur anglais. († 1878).
  - 28 décembre : Thomas Hooman, footballeur anglais. (†1938).
- 1851
  - 21 juin : Frederick Green, footballeur anglais. († 1928).
  - 17 septembre : Thomas Hughes, footballeur anglais. († 1940).
  - 7 octobre : Alexander Bonsor, footballeur anglais. († 1907).
  - 17 octobre : Reginald Courtenay Welch, footballeur anglais. († 1939).
  - 30 octobre : W. D. O. Greig, footballeur écossais. († 1942).
- 1852
  - 18 janvier : Billy MacKinnon, footballeur écossais. († 1942).
  - 30 janvier : Hubert Heron, footballeur anglais. († 1914).
  - 11 février : William Crake, footballeur anglais. († 1921).
  - 24 octobre : Charles Ashpitel Denton, footballeur anglais. († 1932).
  - 13 novembre : Jarvis Kenrick, footballeur anglais. († 1949).
- 1853
  - 3 septembre : Robert Vidal, footballeur anglais. († 1914).
  - 5 septembre : Alfred Stratford, footballeur anglais. († 1914).
  - 10 septembre Francis Heron, footballeur anglais. († 1914).
  - 21 septembre : Henry Wace, footballeur anglais. († 1947).
  - Henry McNeil, footballeur écossais. († 1924).
- 1854
  - 20 janvier : Charles Campbell, footballeur écossais. († 1927).
  - 25 janvier : Segar Bastard, footballeur puis arbitre anglais. († 1921).
  - 5 octobre : John Wylie, footballeur anglais. († 1924).
  - Peter McNeil, footballeur écossais. († 1901).
- 1855
  - 3 janvier : John McKenna, entraîneur de football irlandais. († 1936).
  - 1er mars : George Ramsay, footballeur écossais. († 1935).
  - 24 avril : Edward Hagarty Parry, footballeur anglais. († 1931).
  - 4 juillet : Francis Sparks, footballeur anglais. († 1934).
  - 12 août : John Smith, footballeur et joueur de rugby écossais. († 1937).
  - 29 octobre : Moses McNeil, footballeur écossais. († 1938).
  - John McPherson, footballeur écossais. († 1934).
- 1856
  - 25 avril : Lovick Friend, joueur de cricket et footballeur anglais. († 1944).
  - 7 mai : William McBeath, footballeur écossais. († 1917).
  - 24 mai : Andrew Watson, footballeur écossais. († 1921).
  - 27 mai : Tom Vallance, footballeur écossais. († 1935).
- 1857
  - 6 mars : Peter Campbell, footballeur écossais. († 1883).
  - 23 juillet : Norman Bailey, footballeur anglais. († 1923).
  - 21 novembre : Fergus Suter, footballeur écossais. († 1916).
- 1858
  - 17 mars : Jimmy Love (en), footballeur écossais. († 1882).
  - 10 avril : Philip Tomalin, Joueur de cricket puis dirigeant sportif anglo-français. Président du Standard Athletic Club. († 1940).
  - 13 novembre : Joseph Lindsay, footballeur écossais. († 1933).
- 1859
  - 29 avril : Rupert Anderson, footballeur anglais. († 1944).
  - 23 septembre : Archie Hunter, footballeur écossais. († 1894).
  - 27 novembre : Henry Cursham, footballeur  et joueur de cricket anglais. († 1941).
- 1860
  - 28 août : James McAulay, footballeur écossais. († 1943).
  - 21 décembre : John Rawlinson, footballeur anglais. († 1926).
- 1861
  - 10 février : James B. Niven, footballeur écossais. († 1933).
  - 12 mai : Walter Arnott, footballeur écossais. († 1931).
  - Harry Newbould, footballeur anglais. († 1928).
- 1862
  - 31 juillet : James Brown, footballeur anglais. († 1922).
  - Frank Brettell, footballeur anglais. († 1936).
- 1863
  - 14 février : Herby Arthur, footballeur anglais. († 1930).
  - 18 mai : Matt McQueen, footballeur écossais. († 1944).
  - 19 juin : John Goodall, footballeur et joueur de cricket  anglais. († 1942).
  - 31 août : Billy Crone, footballeur nord-irlandais. († 1944).
  - 20 septembre : Andrew Amos, footballeur anglais. († 1931).
  - 30 septembre : Percy Walters, footballeur anglais. († 1936).
  - 16 décembre : Fred Dewhurst, footballeur anglais. († 1895).
- 1864
  - 13 avril : Albert Aldridge, footballeur anglais. († 1891).
  - 16 septembre : Dan Doyle, footballeur écossais. († 1918).
  - 17 septembre : Andrew Hannah, footballeur écossais. († 1940).
- 1865
  - 18 mars : Frank Burton, footballeur anglais. († 1948).
  - 11 juin : John William Madden, footballeur écossais. († 1948).
  - 5 octobre : James Kelly, footballeur puis dirigeant de football écossais. († 1932).
  - 28 octobre : Arthur Wharton, footballeur anglais. († 1930).
- 1866
  - 4 janvier : Ernest Mangnall, footballeur anglais. († 1932).
  - 14 février : William Townley, footballeur anglais. († 1950).
  - 28 mars : Jimmy Ross, footballeur écossais. († 1902).
  - 18 septembre :  Samuel Johnston, footballeur nord-irlandais. († 1910).
  - 11 décembre : Jack Southworth, footballeur anglais. († 1956).
- 1867
  - 1er avril : Albert Allen, footballeur anglais. († 1899).
  - 17 mai : James Spensley, footballeur puis entraîneur et arbitre anglais. († 1915).
  - 23 juin : Robert Holmes, footballeur anglais. († 1955).
  - 13 octobre : Miquel Valdés, footballeur et entrepreneur espagnol. († 1951).
- 1868
  - 7 mars : James Zealley, footballeur anglais. († 1956).
  - mars : William Attrill, joueur de cricket et footballeur français. († 1939).
  - 14 avril : John Sutcliffe, footballeur et joueur de rugby à XV anglais. († 1947).
  - 25 avril : Willie Maley, footballeur écossais. († 1958).
  - 19 juin : John McPherson, footballeur écossais. († 1926).
  - 6 octobre : Jack Bell, footballeur écossais. († 1956).
  - 21 novembre : Frank Mobley, footballeur anglais. († 1956).
  - 1er décembre : Jack Angus, footballeur écossais. († 1933).
  - 27 décembre : William Quash, footballeur anglais. († 1938).
- 1869
  - 27 janvier : Billy Bassett, footballeur anglais. († 1937).
  - 21 février : Jack Reynolds, footballeur irlando-anglais. († 1917).
  - 14 juin : Edgar Chadwick, footballeur anglais. († 1942)
  - 19 juillet : William Gosling, footballeur anglais. († 1952).
  - 20 septembre : Hugh Morgan, footballeur écossais. († 1930).
  - 1er novembre : Fred Wheldon, footballeur et joueur de cricket anglais. († 1924).
  - 29 novembre : Harry Stafford, footballeur anglais. († 1940).
  - 30 novembre : Willie Taylor, footballeur écossais. († 1949).
- 1870
  - 24 janvier : Herbert Kilpin, footballeur anglais. († 1916).
  - 19 février : John Campbell, footballeur écossais. († 1906).
  - 13 avril : Jock Drummond, footballeur écossais. († 1935).
  - 16 octobre : Sandy McMahon, footballeur écossais. († 1916).